# Castell de Yamanaka
El castell Yamanaka (山 中 城, Yamanaka-jō) va ser un castell japonès d'estil yamajiro del període Sengoku, construït pel clan Odawara Hōjō al districte de Tagata, província d'Izu, a l'actual Mishima oriental, prefectura de Shizuoka, Japó. El lloc està protegit pel govern central com a lloc històric nacional des de 1988.

## Història
El difunt clan Hōjō es va establir al castell Odawara a l'extrem occidental de la província de Sagami i a pocs quilòmetres de la frontera amb la província de Suruga governada pel clan Imagawa. Els Hōjō i els Imagawa van mantenir una aliança; no obstant això, després de la caiguda del clan Imagawa, Suruga va ser ocupada pel clan Takeda de la província de Kai i els territoris Hōjō van ser amenaçats. Aquesta amenaça no va disminuir després que el clan Takeda fos destruït per una aliança entre Oda Nobunaga i Tokugawa Ieyasu, ambdós en disputa contra els Hōjō. El castell Yamanaka va ser construït per Hōjō Ujiyasu a l'era Eiroku (1558-1577) per protegir-se d'aquesta amenaça.
Malgrat la tensió creixent entre els Hōjō i Toyotomi Hideyoshi, només es va fer un modest intent de reforçar les defenses del castell. Quan els exèrcits Toyotomi van atacar Odawara el 1590, Hideyoshi va ordenar a Toyotomi Hidetsugu i Tokugawa Ieyasu que reduïssin el castell Yamanaka al més ràpidament possible, ja que es trobava directament a la seva línia de comunicació entre les línies del front i Osaka. Al març, els dos comandants van atacar el castell Yamanaka amb 50.000 soldats. Com a resposta, Hōjō Ujikatsu va resistir amb només 4.000 efectius. Malgrat la disparitat de nombre, les forces Toyotomi van patir fortes pèrdues, inclòs un general, Hitotsuyanagi Naosue; no obstant això, el castell va caure en només mig dia de combat i la majoria dels seus defensors van morir.
El castell de Yamanaka no es va reconstruir durant el període Edo. Tot el que queda són porcions fragmentàries dels seus fossats i moviments de terres.
El 2006, el lloc del castell de Yamanaka va ser catalogat com un dels 100 bells castells del Japó per la Japan Castle Foundation, principalment per la seva importància històrica.